# Susana Raffalli
Susana Raffalli Arismendi (Caracas, Venezuela) es una nutricionista venezolana, profesional acreditada en protección y asistencia humanitaria y defensora de derechos humanos, con trayectoria profesional de más de 20 años en los ámbitos de seguridad alimentaria y nutrición pública en varios continentes. 

## Educación
Estudió en el colegio San José de Tarbes, en Caracas, se graduó como nutricionista en la Universidad Central de Venezuela y cursó el posgrado de especialización en nutrición clínica del Centro Médico de Caracas, donde fue alumna de la Dra. Josefa Vivas. Susana confió a la doctora Josefa su intención de especializarse en el manejo de niños con «errores innatos del metabolismo». Su mentora la apoyó y le recomendó estudiar en el mejor centro especializado en el área, el Hospital Johns Hopkins de Baltimore, Estados Unidos, para cursar un internado docente en nutrición y gastroenterología pediátrica.
Raffalli aplicó tres veces a una beca Fundayacucho, sin recibirla. Recibió un crédito educativo que reintegró luego con la ayuda de la Fundación Eliodoro González, los fabricantes de Ponche Crema, quienes cubrieron sus gastos durante un año, 1993. Una compañera venezolana que estudiaba malaria le recomendó considerar la maestría en Nutrición Internacional de la Escuela de Salud Pública de Johns Hopkins. A pesar de que Susana no tenía recursos para inscribirse formalmente, asistió y finalizó el programa en calidad de oyente para todas las asignaturas.
En las primeras clases debatieron sobre Biafra, un estado que se independizó de Nigeria durante tres años y era un caso emblemático de hambruna en África, discutieron sobre una epidemia de ceguera en Cuba durante el Período especial, la cual podía tener causas nutricionales, y estudiaron las razones políticas de las hambrunas en China durante la época de Mao Zedong y en la Unión Soviética de Iósif Stalin.
Susana decidió abandonar la nutrición clínica para dedicarse a la pública dos meses después de arrancar el curso, y al siguiente mes en Baltimore se conformó un equipo de nutricionistas guatemaltecos del Instituto de Nutrición de Centro América y Panamá (INCAP), uno de los laboratorios de investigación de hambre y nutrición más importante de América Latina. Raffalli decidió irse a Guatemala para hacer la maestría y formarse en políticas públicas de nutrición, con el apoyo financiero de la Fundación Andrés Mata del diario El Universal.
Susana estudió economía política de los sistemas alimentarios, analizó los planes de varios países latinoamericanos y viajó por Centroamérica para conocer proyectos comunitarios de gestión alimentaria. Al volver a Venezuela para realizar su tesis de grado, propuso un arreglo tipo economato comunal para facilitar el acceso alimenticio en Catuche, un barrio en Caracas que creció sin planificación ni servicios públicos, en una montaña junto a una quebrada.
Raffalli completó sus estudios de posgrado especializándose en seguridad alimentaria a nivel poblacional y en gestión de emergencias humanitarias en los programas del Instituto de Nutrición de Centroamérica y Panamá de la OPS en Guatemala, -INCAP-, en la Universidad Complutense de Madrid y con el Comité Permanente Interagencial para Asuntos Humanitarios IASC.

## Carrera
Susana empezó su carrera por organizaciones internacionales antes de entregar la tesis. Aaron Lechtig, director para Asuntos de Nutrición en América Latina de UNICEF, Conoció a Raffalli después de dar una conferencia en el INCAP y le propuso reemplazar a su asistente, quien se retiraba de permiso posnatal, en la oficina de UNICEF en Bogotá, propuesta que Susana aceptó. Cuando terminó su contrato con UNICEF, Raffalli regresó al INCAP para coordinar un programa de monitoreo de la seguridad alimentaria en Centroamérica. En 1998, el huracán Mitch devastó los circuitos alimentarios en Guatemala, Honduras, Nicaragua, El Salvador y la península de Yucatán, donde aprendió a rehabilitar nutricionalmente a poblaciones en emergencia.
En 2004, viajó a Madrid e hizo un curso en gestión de emergencia humanitaria con énfasis en alimentación, impartido por la Cruz Roja española y la Universidad Complutense de Madrid. Más adelante Susana se postuló a un cargo en gestión de riesgos en Oxfam Internacional, una coalición de ONGs que realiza trabajo humanitario en 90 países, donde organizó el regreso de los damnificados a sus comunidades después del tsunami en Indonesia. Raffalli también trabajó en Acción Contra el Hambre y en la Organización de las Naciones Unidas para la Alimentación y la Agricultura (FAO), estando en Angola, Afganistán, Pakistán, el Sahara Occidental y en Colombia.
Después de 20 años en el circuito de ayuda humanitaria, Oxfam la nombró coordinadora regional para el Sureste Asiático de su programa de seguridad alimentaria en emergencias; trabajó en Filipinas, Vietnam, Camboya, Tailandia, Indonesia y Birmania, donde escribió uno de los pocos programas de la agencia sobre seguridad alimentaria, derechos humanos y gobernanza. En Birmania Susana se vio obligada a entrar en el campo de la defensa de los derechos humanos al documentar crímenes de Estado relacionados con la alimentación perpetrados por la Junta Militar. En 2008 presenció la limpieza étnica de los rohingyas y la devastación que ocasionó el ciclón Nargis, donde murieron más de 78 mil personas y miles más desaparecieron.
Susana volvió a Venezuela luego de que le diagnosticaran cáncer a sus hermanas Marianella y Noni. Desde esta emergencia particular, familiar, Raffalli se preocupó por ver la erosión de la seguridad alimentaria en Venezuela y sintió la necesidad de alertar y contribuir a mitigar una situación parecida a la que le tocó vivir en Birmania. Comenzó su colaboración con Cáritas de Venezuela, la asociación Meals4Hope, el Programa Venezolano de Educación-Acción en Derechos Humanos (PROVEA); la Red Venezolana por los Derechos Humanos de Niños, Niñas y Adolescentes entre otros.
Janeth Márquez, la directora de Cáritas Venezuela, le propuso a Susana que la asesorara en el diseño y gestión de un Sistema de Monitoreo, Alerta y Atención en Nutrición y Salud (SAMAN) para la protección y supervivencia infantil. En poco tiempo, SAMAN se convirtió en uno de los pocos instrumentos que registraba en tiempo real la emergencia humanitaria en Venezuela, y para 2016 Raffalli asumió la vocería que divulgaba mediciones y analizaba el hambre en un país censurado, donde el gobierno negaba la crisis.
Para 2018, Susana participó en una de las audiencias de la Comisión Interamericana de Derechos Humanos como representante de Cáritas Venezuela.

## Reconocimientos
En el 2017 recibe el Premio Nacional de Derechos Humanos de la Coordinadora de Derechos Humanos de la sociedad civil venezolana y es reconocida como una de las 10 mujeres cuyo trabajo destacó en el ámbito nacional por el portal de comunicación EfectoCocuyo.
En el 2018, coincidiendo la celebración del 70.º aniversario de la Declaración Universal de los Derechos Humanos, Raffalli recibió el Premio Franco-Alemán de Derechos Humanos otorgado por los gobiernos de Francia y Alemania y fue listada por la revista Americas Quarterly como una de las 10 Personas Que (Algún Día) Reconstruirán Venezuela.
En el 2019 es galardonada por su servicio público con el "Woodrow Wilson Awards (Award for Public Service)" del Programa Latinoamericano del Woodrow Wilson International Center for Scholars de la Smithsonian Institution y es distinguida con el galardón premio "Alma Mater 2019" otorgado por la asociación de egresados de la Universidad Central de Venezuela, su casa de estudios.[cita requerida]